# Tous-Talsperre
Die Tous-Talsperre liegt 45 km südwestlich von Valencia in der Nähe der Gemeinde Tous und staut den Júcar auf. Am 20. Oktober 1982 wurde die Talsperre nach extremen Niederschlägen überströmt, worauf der Staudamm brach und eine katastrophale Flutwelle verursachte, bei der es zwischen 20 und 40 Tote gab.

## Bau der Talsperre
Mit dem Bau der Talsperre wurde 1957 begonnen. Geplant war zunächst eine 110 m hohe Gewichtsstaumauer. Zwischen 1964 und 1974 gab es wegen geologischer Störungen im Baugrund einen Baustopp, weil sich die Mauer bei dem vorhandenen Baugrund als nicht tauglich erwies. Nach Planungsänderungen wurde die Talsperre 1980 mit einem Staudamm im Mittelstück fertiggestellt. Das Bauwerk war jetzt eine Kombination aus einer Gewichtsstaumauer mit einem Damm mit Lehmkern. Die Talsperre sollte in einer zweiten Bauphase später noch erhöht werden.

## Die Katastrophe
Am 19. Oktober 1982, ein Tag vor der Katastrophe, begannen außergewöhnlich starke Niederschläge im Einzugsgebiet. Das Hochwasser wurde so stark, dass die Talsperre sehr schnell eingestaut wurde. Zeitweise flossen der Talsperre ca. 5000 m³/s zu. Der elektrische Strom, Telefon und Notstromaggregate fielen aus. Alle Grundablässe ließen sich nicht öffnen, so dass die Talsperre nicht entlastet werden konnte. An der Hochwasserentlastung gab es drei Gleitschütze, die normalerweise zum Öffnen hochgezogen werden konnten, aber auch sie funktionierten ohne Stromversorgung nicht und konnten auch manuell nicht betätigt werden. Ein Ersatz-Notstromaggregat konnte nicht schnell genug beschafft werden. Der Wasserstand stieg deswegen stark an. Ab 17:30 Uhr wurde die Dammkrone überflutet.
Schließlich wurde um 18:15 Uhr der Staudammteil einen Meter hoch überströmt, so dass er weggespült wurde. Um 19:15 Uhr brach die Wand zwischen dem Damm und der Hochwasserentlastung zusammen. Am folgenden Tag gegen 10 Uhr war der Stausee ausgelaufen.
Durch die entstehende Flutwelle wurden die Städte Sumacárcer, Alzira und weitere Orte überflutet. Nach verschiedenen Angaben ertranken 20 bis 40 Menschen.

## Ursachen

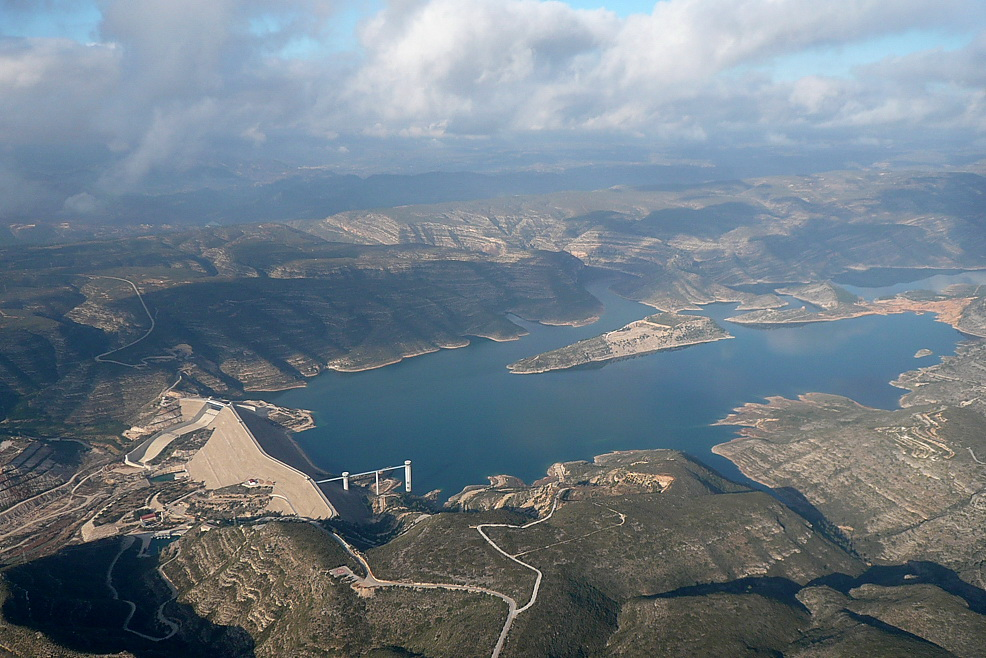
Neuer Staudamm

Geologische Schwierigkeiten waren bereits in der Planung bekannt, waren aber keine Ursache für den Bruch. Die Entlastungsorgane einschließlich der Gleitschütze der Hochwasserentlastung haben aus technischen und organisatorischen Gründen versagt, so dass die Talsperre überströmt werden konnte. Es gab somit keinen ausreichend bemessenen Überlauf, der solch große Wassermengen hätte abführen können.

## Die neue Talsperre
Von 1990 bis 1996 wurde eine neue größere Talsperre errichtet, die von zentraler Bedeutung für den Hochwasserschutz am Júcar ist. Der Steinschütt-Staudamm hat einen Lehmkern. Er wurde an dem Ort der alten Talsperre errichtet.